# Акселерометър
Акселерометър (на латински: accelero – ускорявам и на гръцки: μετρέω – измервам) е уред чрез който се измерва ускорението на движещи се обекти. Чрез акселерометъра се измерва нарастването на механичната величина. Тя е инструментален метод за измерване на ускоренията. За измерване по електричен път комплектът съдържа: първичен преобразувател (индукционен, пиезоелектричен), усилвател, регистратор. За да се реализира акселерометричното измерване е необходимо:да се определи приблизително величината на ускорението, да се подбере акселерометър със съответната чувствителност, да се определи начина на закрепване към тялото, като кабела не пречи; посоката на движение да съвпада с посоката на реагиране на акселерометъра.
Пиезоакселерометрите спадат към активните устройства, които не се нуждаят от захранване.